# هانس آلفردسون
هانس آلفردسون (سوئدی: Hans Alfredson؛ زادهٔ ۲۸ ژوئن ۱۹۳۱) یک کارگردان فیلم، بازیگر، نویسنده و کمدین اهل سوئد است. وی بین سال‌های ۱۹۴۸ تا ۲۰۱۲ میلادی فعالیت می‌کرد.
از فیلم‌ها یا سریال‌های تلویزیونی که وی در آن نقش داشته است، می‌توان به دوران گرگ، ناراست چون آب، مهاجران، شرم، بهترین نیات، لحظه‌های به یادماندنی، ییم و دزدان دریایی بلوم، دختری که به لانه زنبور لگد زد، دنیای سوفی، قاتل ساده‌لوح، پی و بی و اعترافات خصوصی اشاره کرد.